# 呪いの血
『呪いの血』（The Strange Love of Martha Ivers）は1946年のアメリカ合衆国の映画。ルイス・マイルストン監督の作品で、出演はバーバラ・スタンウィックなど。カーク・ダグラスは本作が映画デビュー作となった。
日本では劇場未公開だが、テレビ放送やソフト販売が行われている。

## キャスト
※括弧内は日本語吹替（放送日1971年7月13日『火曜ロードショー』）
- マーサ・アイバース：バーバラ・スタンウィック（此島愛子）
- サム・マスターソン：ヴァン・ヘフリン（田中信夫）
- アントニア・マラチェク：リザベス・スコット（武藤礼子）
- ウォルター・オニール：カーク・ダグラス（青野武）
- アイバーズ夫人：ジュディス・アンダーソン
- 子供の頃のサム：ダリル・ヒックマン
- 船乗り：ブレイク・エドワーズ[3]

## スタッフ
- 監督：ルイス・マイルストン
- 製作：ハル・B・ウォリス
- 原案：ジョン・パトリック
- 脚本：ロバート・ロッセン
- 撮影：ヴィクター・ミルナー
- 編集：アーチー・マーシェク
- 音楽：ミクロス・ローザ